# マウント・イーデン・アベニュー駅
マウント・イーデン・アベニュー駅 (Mount Eden Avenue) はニューヨーク市地下鉄IRTジェローム・アベニュー線の駅である。ブロンクス区ハイブリッジのマウント・イーデン・アベニューとジェローム・アベニューの交差点に位置し、4系統が終日停車する。

## 駅構造
| P ホーム階 | 相対式ホーム、右側ドアが開く | 相対式ホーム、右側ドアが開く                                                                      |
| P ホーム階 | 北行緩行線                   | ← ウッドローン駅行き（176丁目駅）                                                                 |
| P ホーム階 | 混雑方向急行線               | ← ラッシュ時一部列車：通過                                                                        |
| P ホーム階 | 南行緩行線                   | → ユーティカ・アベニュー駅行き（170丁目駅）→ 深夜帯：ニューロッツ・アベニュー駅行き（170丁目駅）→ |
| P ホーム階 | 相対式ホーム、右側ドアが開く |                                                                                                   |
| M          | 改札階                       | 改札口、駅員詰所、メトロカード自動販売機                                                          |
| G          | 地上階                       | 出入口                                                                                            |

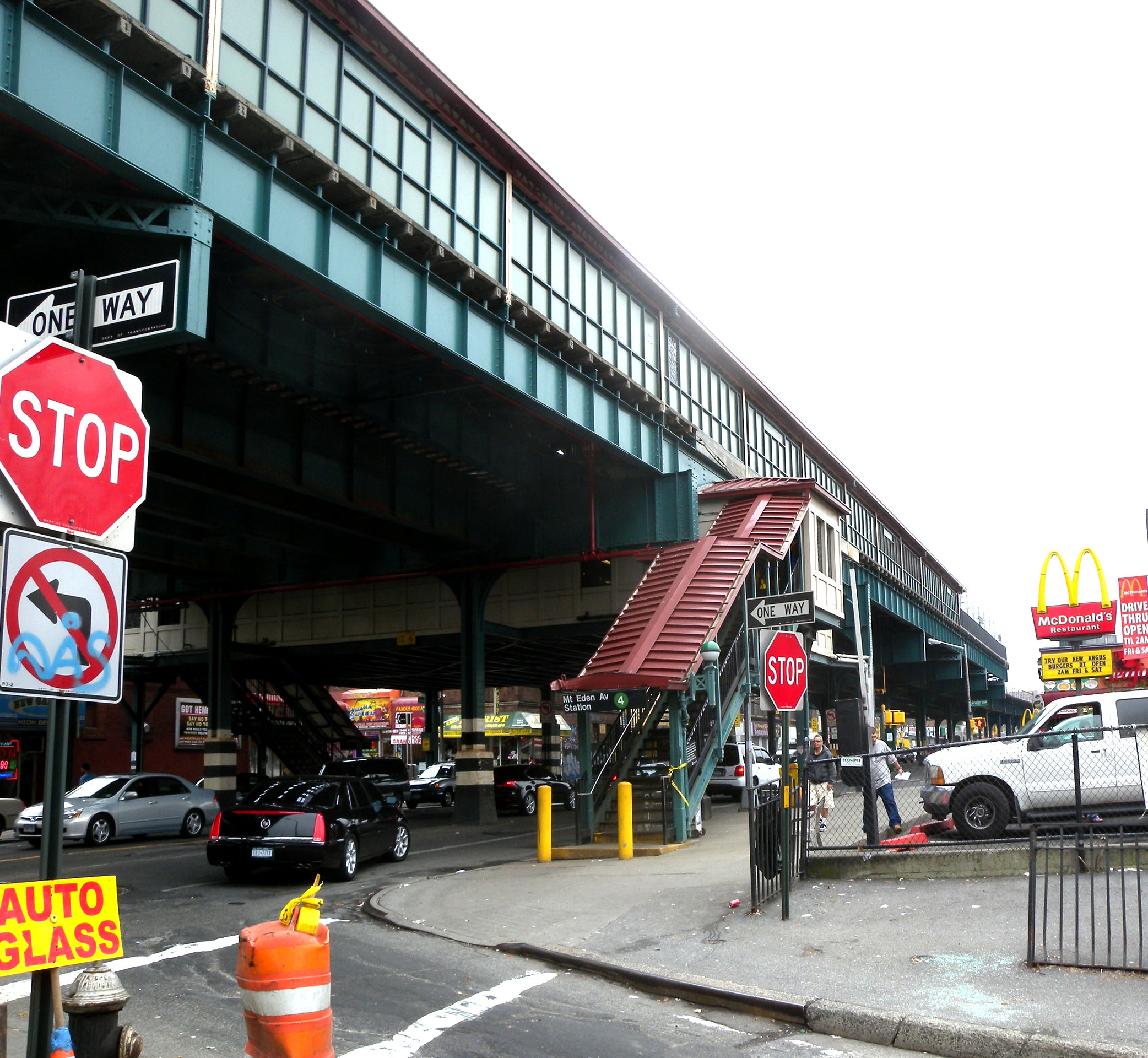
東側入口階段

駅は1917年6月2日のジェローム・アベニュー線149丁目-グランド・コンコース駅 - キングスブリッジ・ロード駅間の開業と共に開業した。相対式ホーム2面と緩行線2線・急行線1線を有した2面3線の高架駅で、急行線はラッシュ時一部北行列車のみ通過している。
駅は2004年に改装工事を行っている。また、2006年にアミール・ベイにより製作されたアートワーク『The Procession of Folk, No. 3』が設置されている。

### 出口
改札口はホーム下にあり、南北ホームから階段が接続している。改札口からはマウント・イーデン・アベニューとジェローム・アベニューの交差点北東とジェローム・アベニューとクロス・ブロンクス高速道路東行からの出口との交差点南西にそれぞれ1つずつ階段が接続している。